# 毛百合
毛百合（学名：Lilium dauricum），为百合科百合属下的一个种。

## 扩展阅读
維基物種上的相關：毛百合